# Yomitan
Yomitan (読谷村, Yomitan-son) est un village du district de Nakagami, situé dans la préfecture d'Okinawa, au Japon. Son nom okinawaïen est Yuntan.

## Géographie

### Situation
Yomitan est situé sur la côte occidentale du centre de l'île d'Okinawa, au Japon.

### Démographie
Au 31 mars 2025, la population de Yomitan s'élevait à 42 345 habitants répartis sur une superficie de 35,28 km2.

## Patrimoine culturel et naturel
Le village de Yomitan compte douze éléments désignés ou enregistrés comme patrimoine matériel culturel ou naturel, au niveau national, préfectoral ou municipal. 
- Nom (japonais) (type d’enregistrement)

### Patrimoine matériel
- Borne zéro de Yomitan (読谷村道路元標/讀谷山村道路元標?) (Municipal)
- Inscription du pont Hija-bashi (比謝橋碑文?) (Municipal)
- Site du château de Zakimi (座喜味城跡?) (Préfectoral)

### Patrimoine ethnologique
- Sanctuaire Kannondō de Kina (喜名観音堂?) (Municipal)
- Site rituel Tūtīkū de Kina (喜名土帝君?) (Municipal)
- Tombe Tī-uhaka (樋御墓?) (Municipal)

### Sites historiques
- Bunker (掩体壕?) (Municipal)
- Grotte Chibichirigama (チビチリガマ?) (National)
- Poste de garde Kina Banju (喜名番所跡?) (Municipal)
- Site archéologique de Momenbaru (木綿原遺跡?) (National)
- « Monuments aux morts loyaux » (忠魂碑?) (Municipal)
- Amas coquillier de Nagahama (長浜貝塚?) (Municipal)
- Site du château de Zakimi (座喜味城跡?) (National)